# Honzen-ryōri
La cuisine honzen ou honzen-ryōri (本膳料理) est un terme désignant un des trois grands types de cuisine japonaise et une façon de servir un repas (un dîner complet) de manière très ritualisée, dans laquelle des plats précis sont dressés et servis sur des plateaux à quatre pieds, appelés honzen ou oshiki (折敷), tombé en désuétude après la Deuxième Guerre mondiale.

## Histoire
C'est durant la période Muromachi et plus précisément l'époque Nanboku-chō pendant le shogunat d'Ashikaga Yoshimitsu que cette façon formelle de servir un repas est conçue. 
Il commence par le shiki-sankon (式三献, « triple tour de boissons »), qui se perpétue dans le san san Kudo échangé entre époux dans les mariages traditionnels japonais.
Un motif récurrent typique dans la manière de servir est le  shichigosan (七五三, 7-5-3), qui peut désigner trois plateaux sur lesquels sont disposés sept, cinq et trois mets ; d'autres interprétations existent, certains ayant suggéré que le terme désigne les trois tours de boissons, suivis de cinq tours, et enfin sept plateaux. Les mets pour les invités sont servis sur des sanpō (ja) (三方), où les plateaux sont posés sur une structure en forme de boîte dont trois des côtés sont troués.